# Trachemys emolli
Espèce
Synonymes
- Pseudemys scripta emolli Legler, 1990

Trachemys grayi emolli est une espèce de tortue de la famille des Emydidae.

## Description

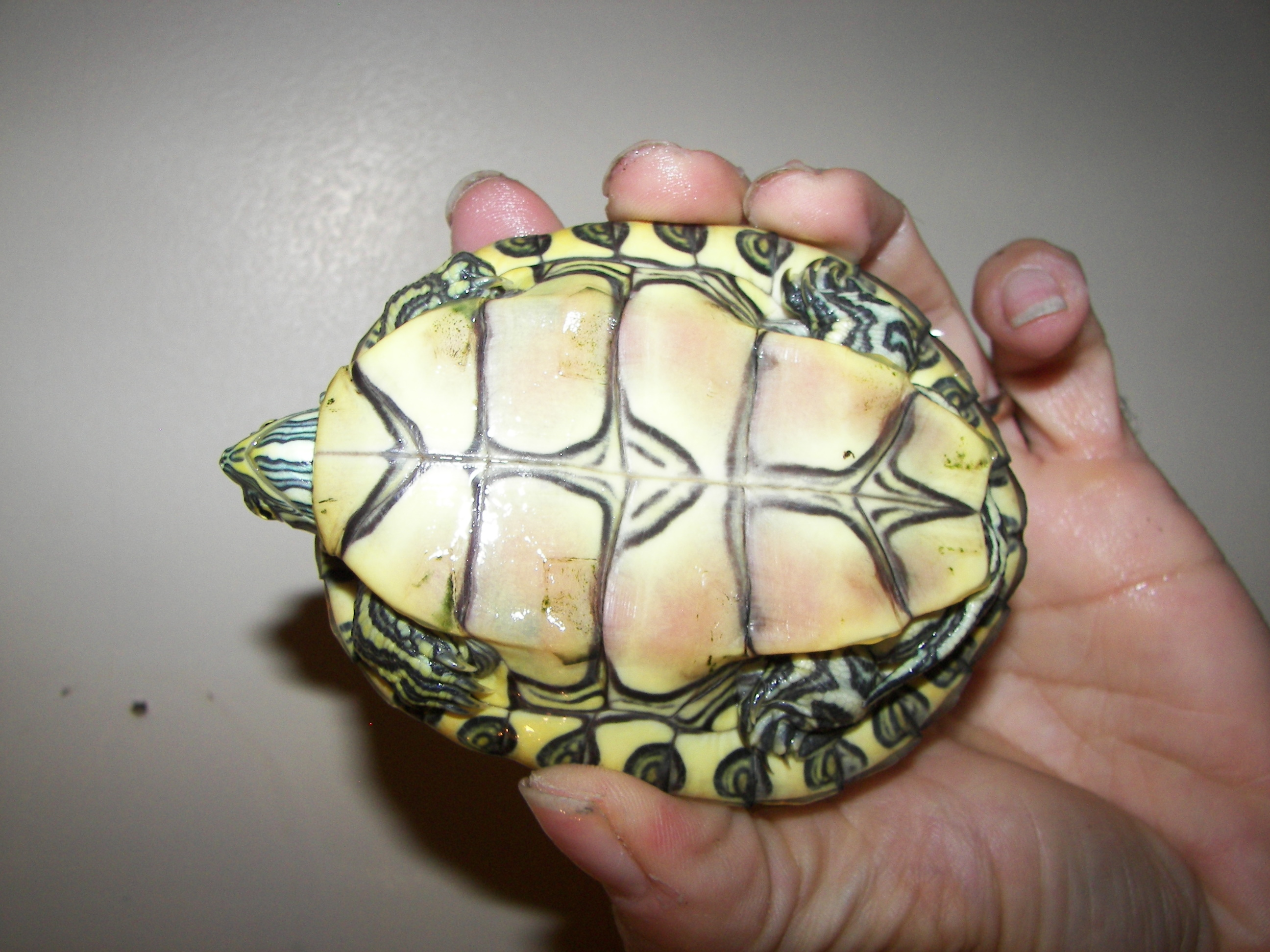
plastron

Trachemys emolli présente une tache ronde orangée sur chaque écaille de la dossière. Il se différencie de la Trachemys scripta par son bec plus allongé et par ses tempes jaune orangé. Sa taille varie en fonction de son sexe, mais elle atteint environ 30 à 38 cm.

## Répartition
Cette espèce est endémique d'Amérique centrale. Elle se rencontre au Nicaragua et au Costa Rica.

## Publication originale
- Legler in Gibbons, 1990 : The genus Pseudemys in Mesoamerica: taxonomy, distribution and origins. Life history and ecology of the slider turtle, Smithsonian Institution Press, Washington D.C. & London, p. 82-105.